# Anurophorus olympicus
Anurophorus olympicus är en urinsektsart som beskrevs av Potapov 1997. Anurophorus olympicus ingår i släktet Anurophorus och familjen Isotomidae. Inga underarter finns listade i Catalogue of Life.